# 根府川駅
根府川駅（ねぶかわえき）は、神奈川県小田原市根府川にある、東日本旅客鉄道（JR東日本）東海道本線の駅である。駅番号はJT 18。
関東の駅百選認定駅。

## 歴史
1896年（明治29年）から1922年（大正11年）までは、人車鉄道・軽便鉄道の豆相人車鉄道（のちの熱海鉄道）も存在していた。同線の「根府川駅」は、当駅よりも高台の位置に設けられていた。
1923年（大正12年）9月1日に関東大震災により地すべり（土石流ともいわれる）が発生し、当駅に進入中の真鶴行き下り列車（8両編成、乗客約150名）が客車2両を残して駅舎、ホームもろとも海中に没する。列車に乗車していた約110名とホームに居た二十数名の計約130名が死亡した。駅周辺の住民も多数死傷した（根府川駅列車転落事故も参照のこと）。駅構内に残ったのは車止め一つだけだった。
駅は翌年再建されたが、沖合の海底には当時のプラットホームが横たわっている。ホーム跡は漁礁のようになり、スキューバダイビングの潜水ポイントにもなっている。なお、ホーム跡にある駅名標は後に付けられたものである。
ホームとともに沈んでいた機関車と客車は1934年（昭和9年）9月23日に地元真鶴町の業者によって海中から引き揚げられた。当時の新聞記事では一部は鉄道省に寄付、一部を地元で鉄屑として処分するつもりとある。直後に鉄道博物館（旧）で牡蠣の殻が大量に付着したバキュームホースと機関車のナンバープレート「977」（960形蒸気機関車）が展示された。現在バキュームホースは所在不明で唯一ナンバープレートのみが残されており、交通博物館から鉄道博物館に引き継がれ展示されている。
この事故で娘を亡くした岡野喜太郎（スルガ銀行創業者）によって1932年（昭和7年）に真鶴駅寄りの海に面した場所に慰霊碑が設置され、1973年（昭和48年）には、改札横に根府川駅職員一同によって『関東大震災殉難碑』が設置された。

### 年表
- 1922年（大正11年）12月21日：国有鉄道熱海線 国府津駅 - 真鶴駅間の開通と同時に開業。旅客・貨物取扱を開始[1]。
- 1923年（大正12年）9月1日 : 当駅付近で根府川駅列車転落事故が発生[5][6]。
- 1934年（昭和09年）12月1日：熱海線所属から東海道本線所属に変更。
- 1970年（昭和45年）5月20日：貨物取扱を廃止[1]。
- 1972年（昭和47年）3月15日：荷物の取扱を廃止[1]。
- 1987年（昭和62年）4月1日：国鉄分割民営化により、東日本旅客鉄道の駅となる[1]。
- 1999年（平成11年）：関東の駅百選に選定される。
- 2001年（平成13年）11月18日：ICカード「Suica」供用開始。

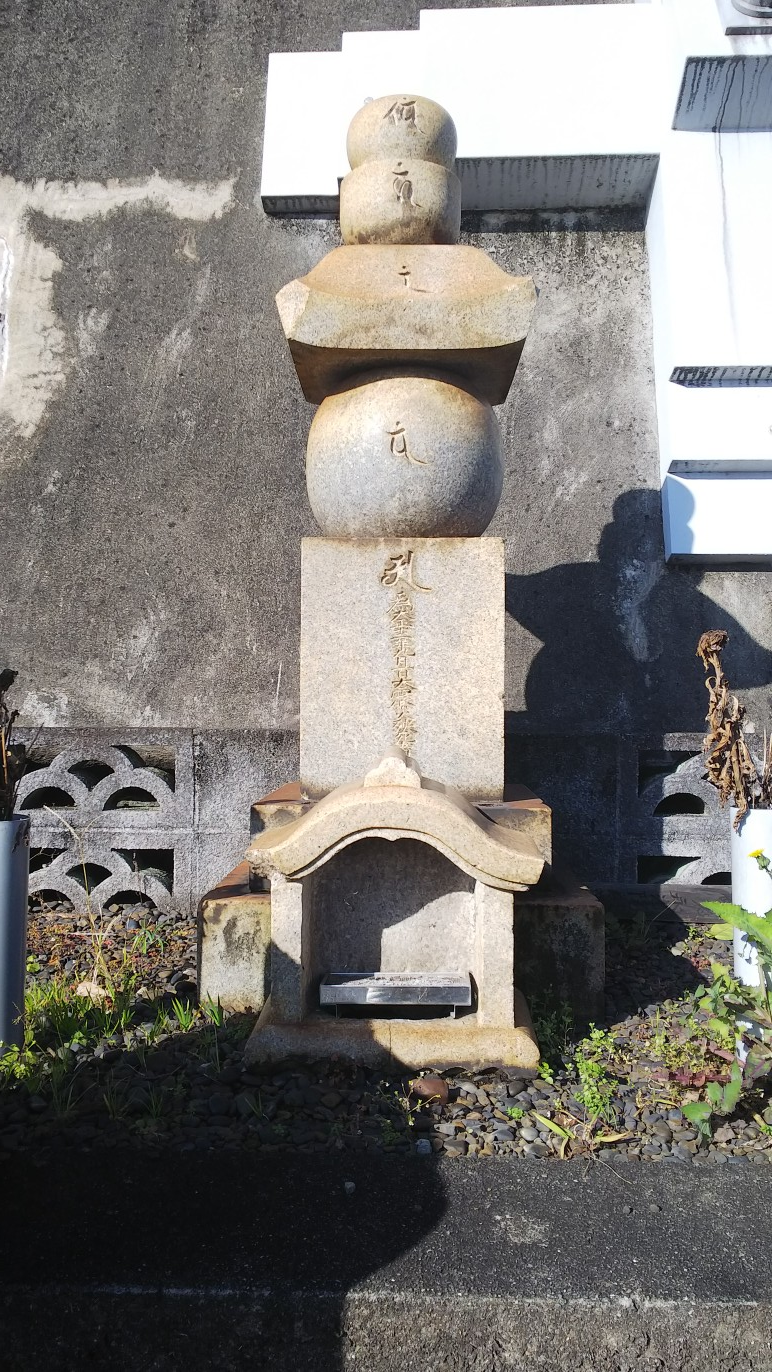
岡野喜太郎が建立した五輪塔の慰霊碑（2018年12月）
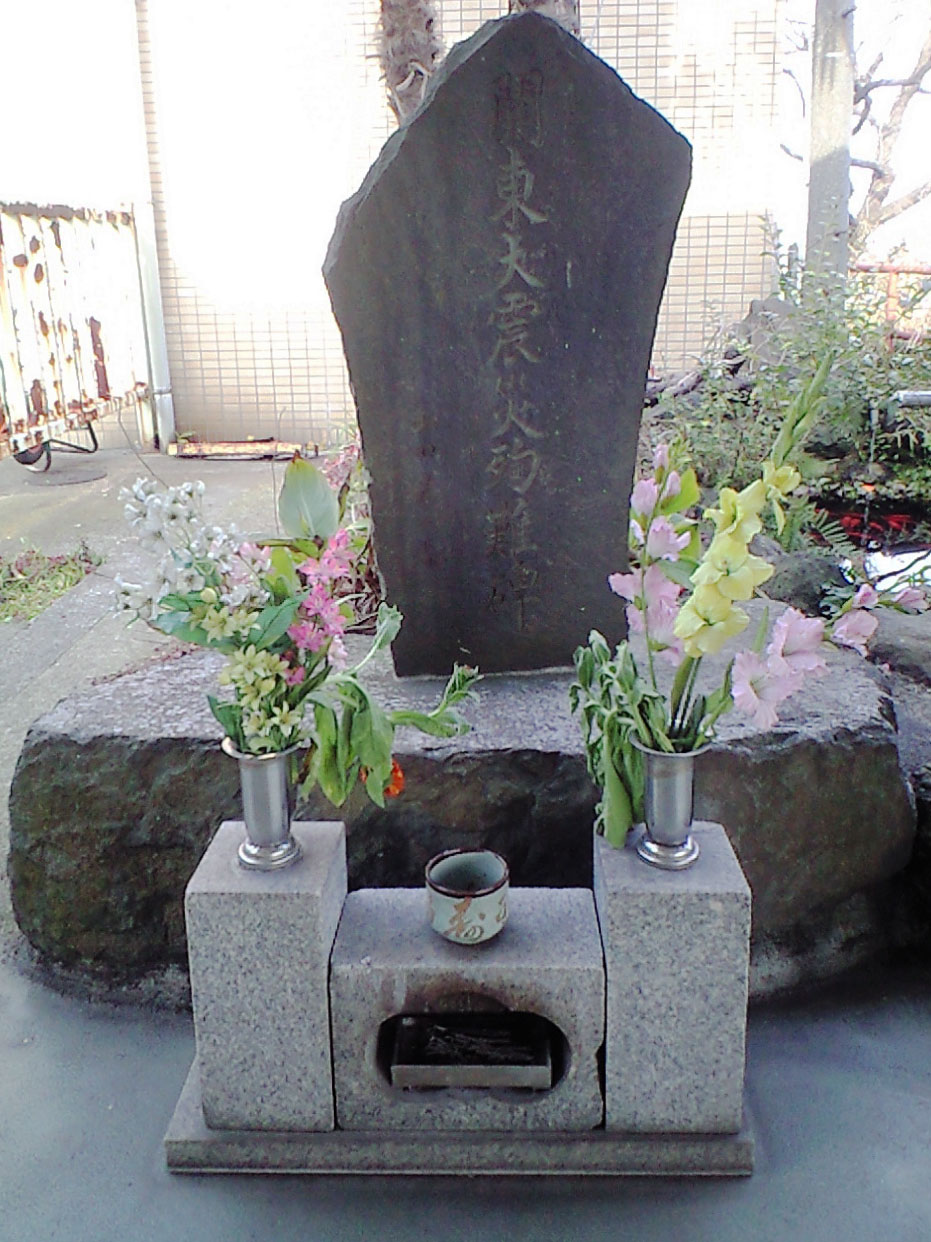
関東大震災での犠牲者追悼のために建立された『関東大震災殉難碑』
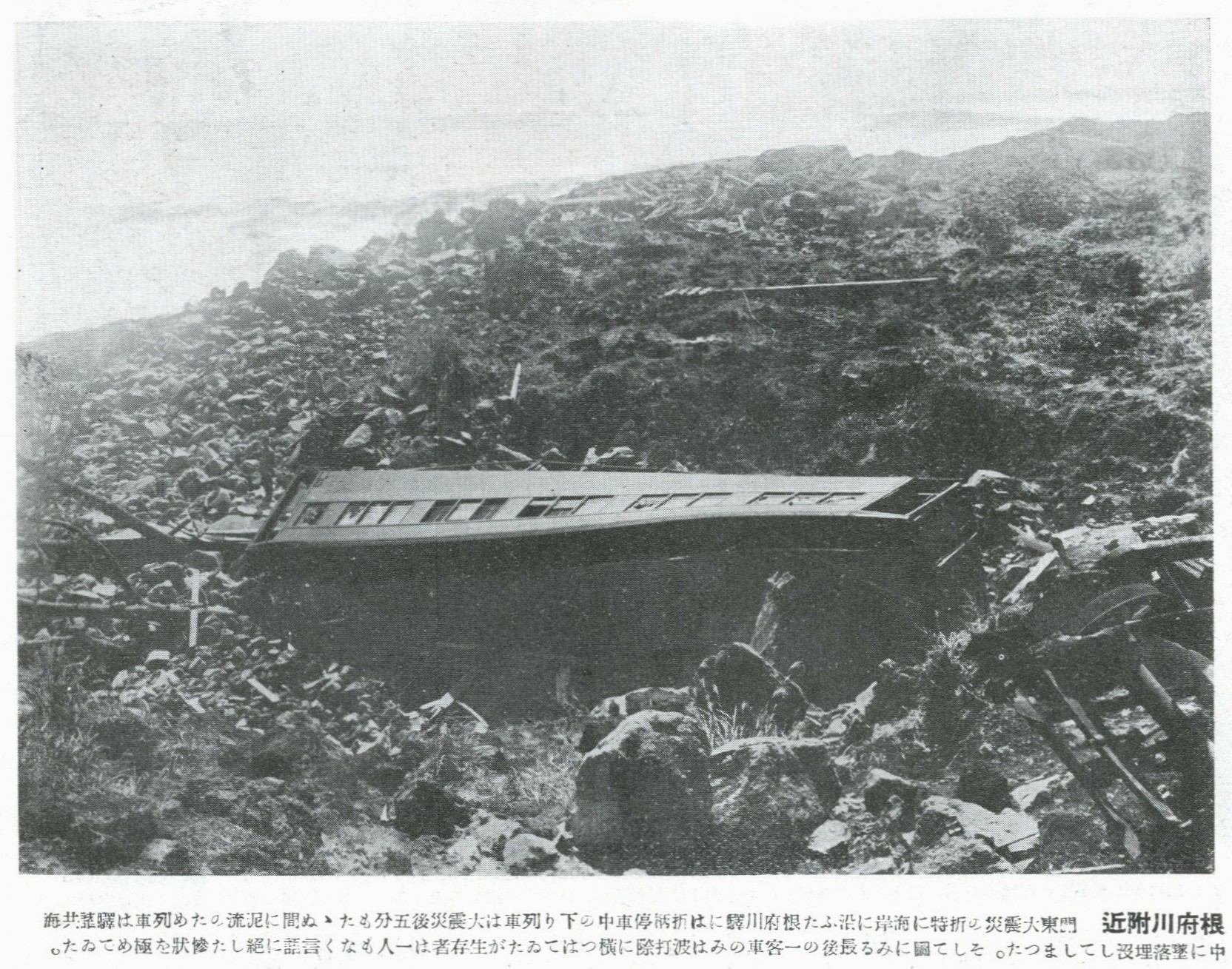
海岸に残った客車
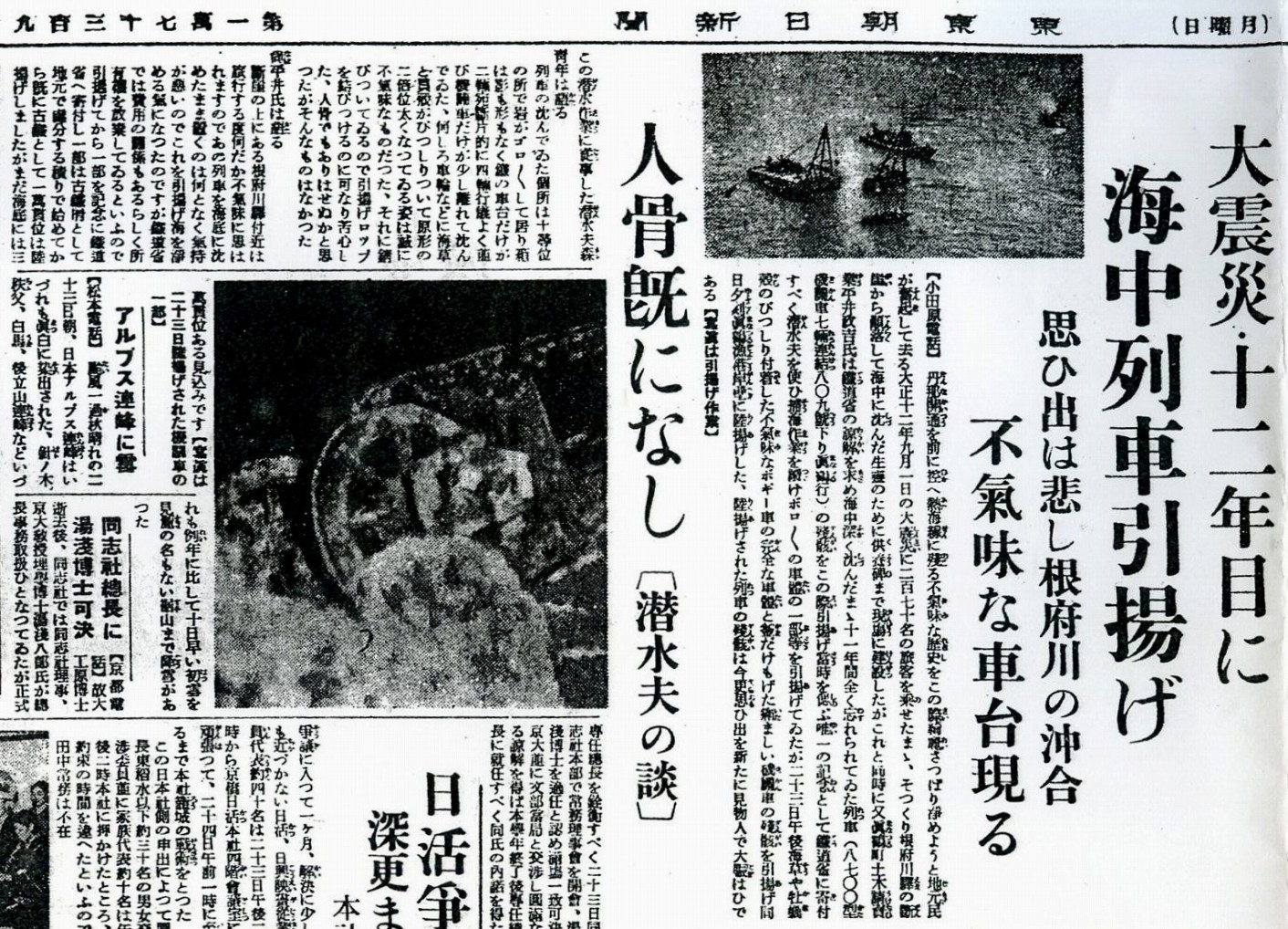
関東大震災で海中に沈んだ列車の引き揚げ作業を報じる東京朝日新聞

## 駅構造
2面3線のホームを有する地上駅。1番線は貨物列車専用のホームだったが1970年頃に撤去されたため、のりばは2番線から4番線となる。3番線は上下線共用の待避線である。
高度差が大きいため（ホームの海抜は45メートル）、ホームはがけの下、駅舎はがけの上にある。ホームから上った跨線橋と同じ高さに木造駅舎がある。エスカレーターやエレベーターは設置されていない。駅舎内には乗車駅証明書発行機、簡易Suica改札機、自動券売機（早朝・深夜は稼働しない）、運行情報を伝えるモニターが設置されている。
JR東日本管内の東海道本線では唯一の無人駅となっている。なお、当駅以西の東海道本線では静岡県の片浜駅まで無人駅は存在しない。

### のりば
| 番線 | 路線           | 方向 | 行先                   | 備考       |
| ---- | -------------- | ---- | ---------------------- | ---------- |
| 2    | 東海道線       | 上り | 小田原・横浜・東京方面 |            |
| 2    | 上野東京ライン | 上り | 東京・宇都宮・高崎方面 |            |
| 3    | 東海道線       |      |                        | 上下待避線 |
| 4    | 東海道線       | 下り | 熱海・伊東・沼津方面   |            |

（出典：JR東日本:駅構内図）

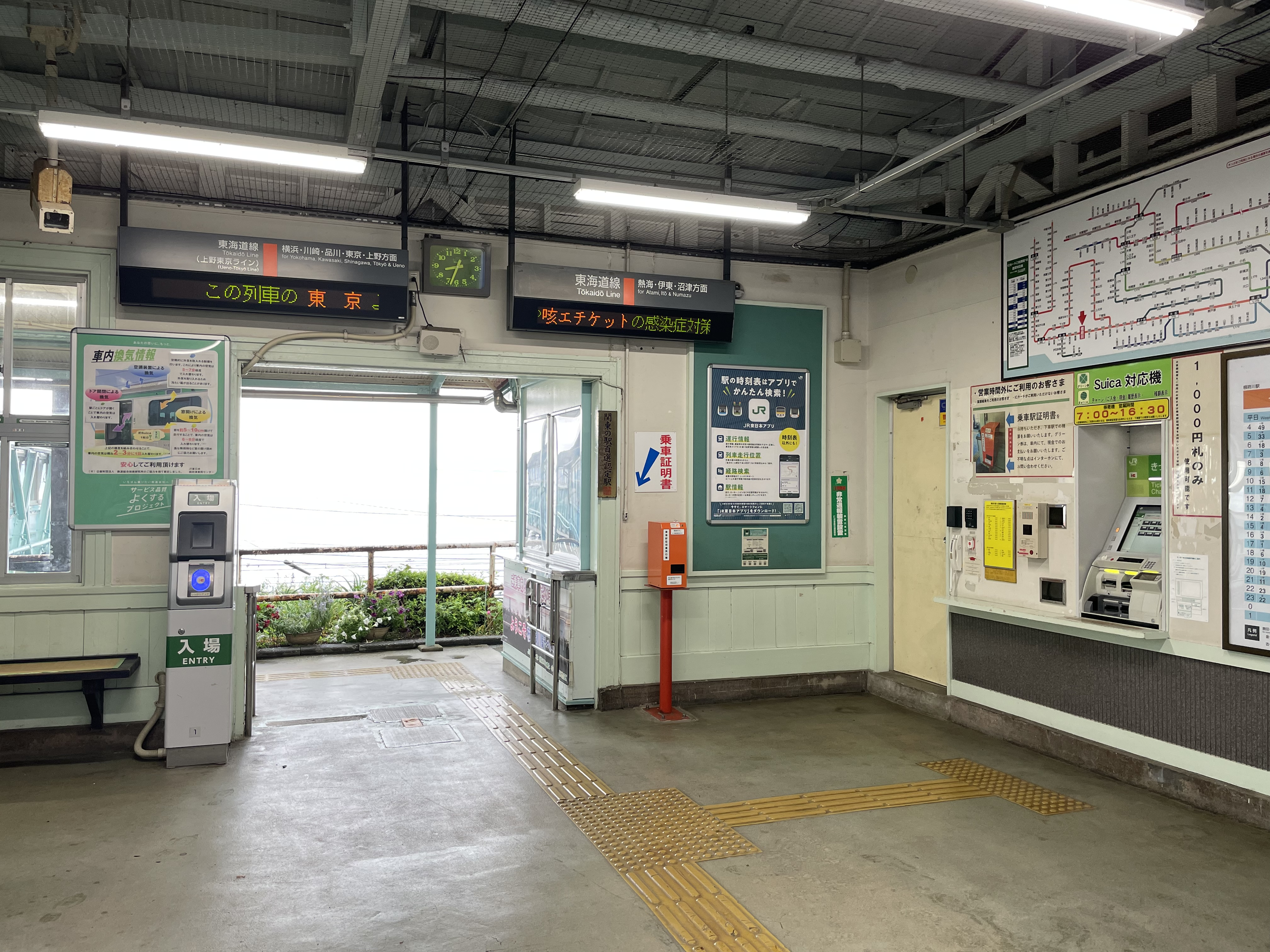
改札口
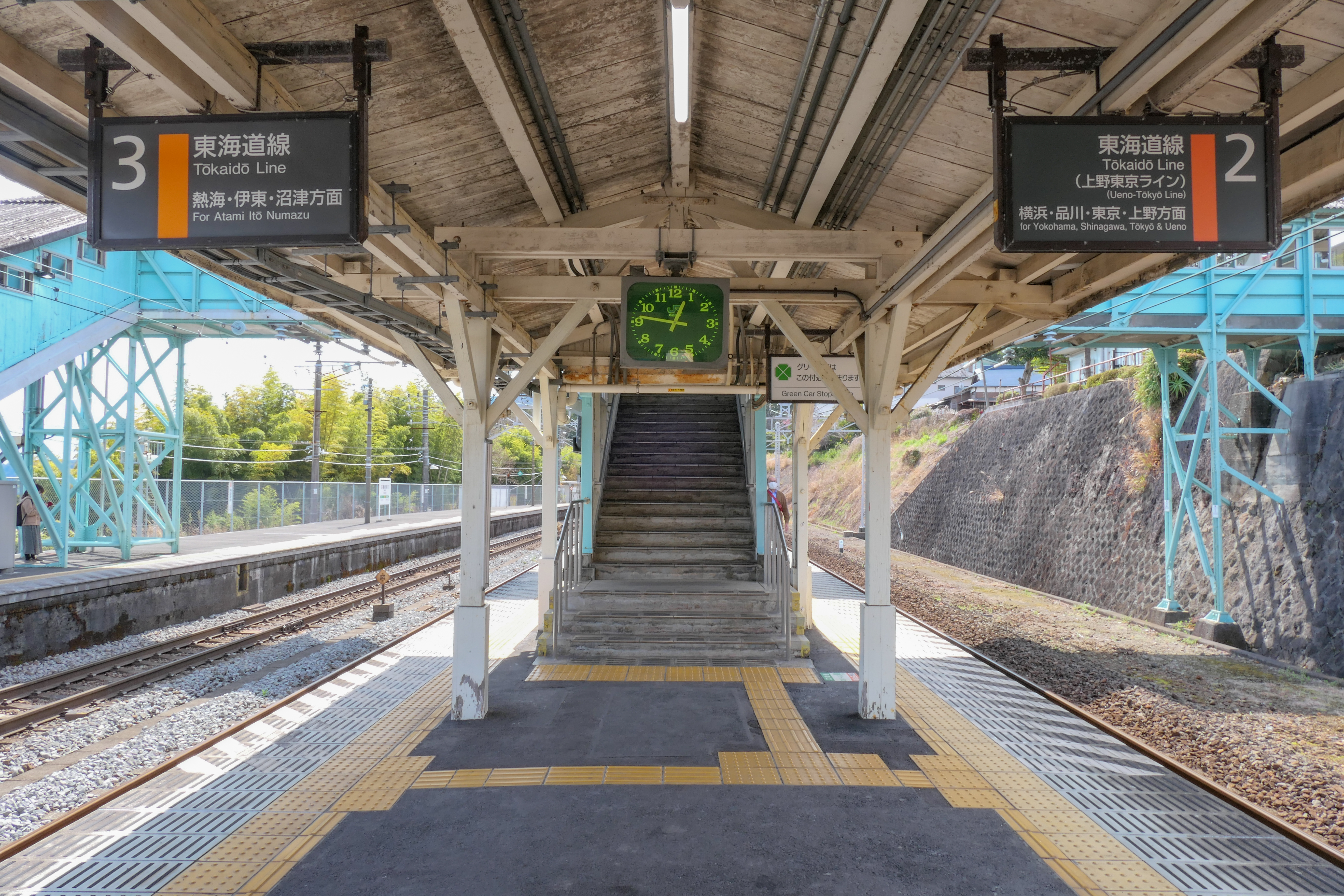
2・3番線ホーム
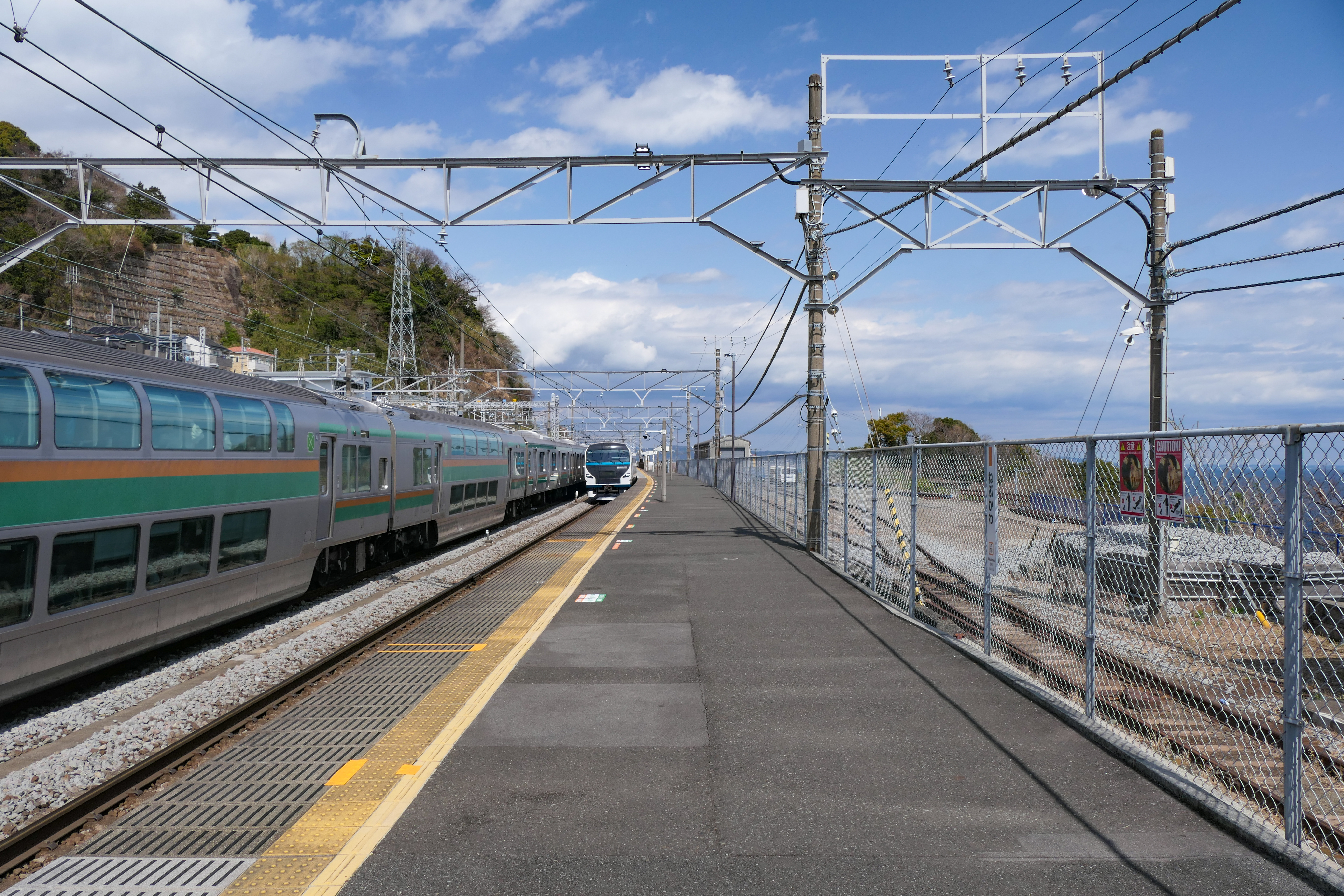
4番線ホーム

## 利用状況
2008年度の1日平均乗車人員は639人である。東海道本線のJR東日本管轄区間、ならびに15両編成の列車が停車する駅では最も少ない。無人駅であるため、2009年度以降の乗車人員の推移は非公表である。
| 年度   | 1日平均 乗車人員 |
| ------ | ---------------- |
| 1995年 | 391              |
| 1998年 | 498              |
| 1999年 | 466              |
| 2000年 | 460              |
| 2001年 | 595              |
| 2002年 | 640              |
| 2003年 | 627              |
| 2004年 | 620              |
| 2005年 | 610              |
| 2006年 | 607              |
| 2007年 | 633              |
| 2008年 | 639              |
| 2009年 | 非公表           |

## 駅周辺

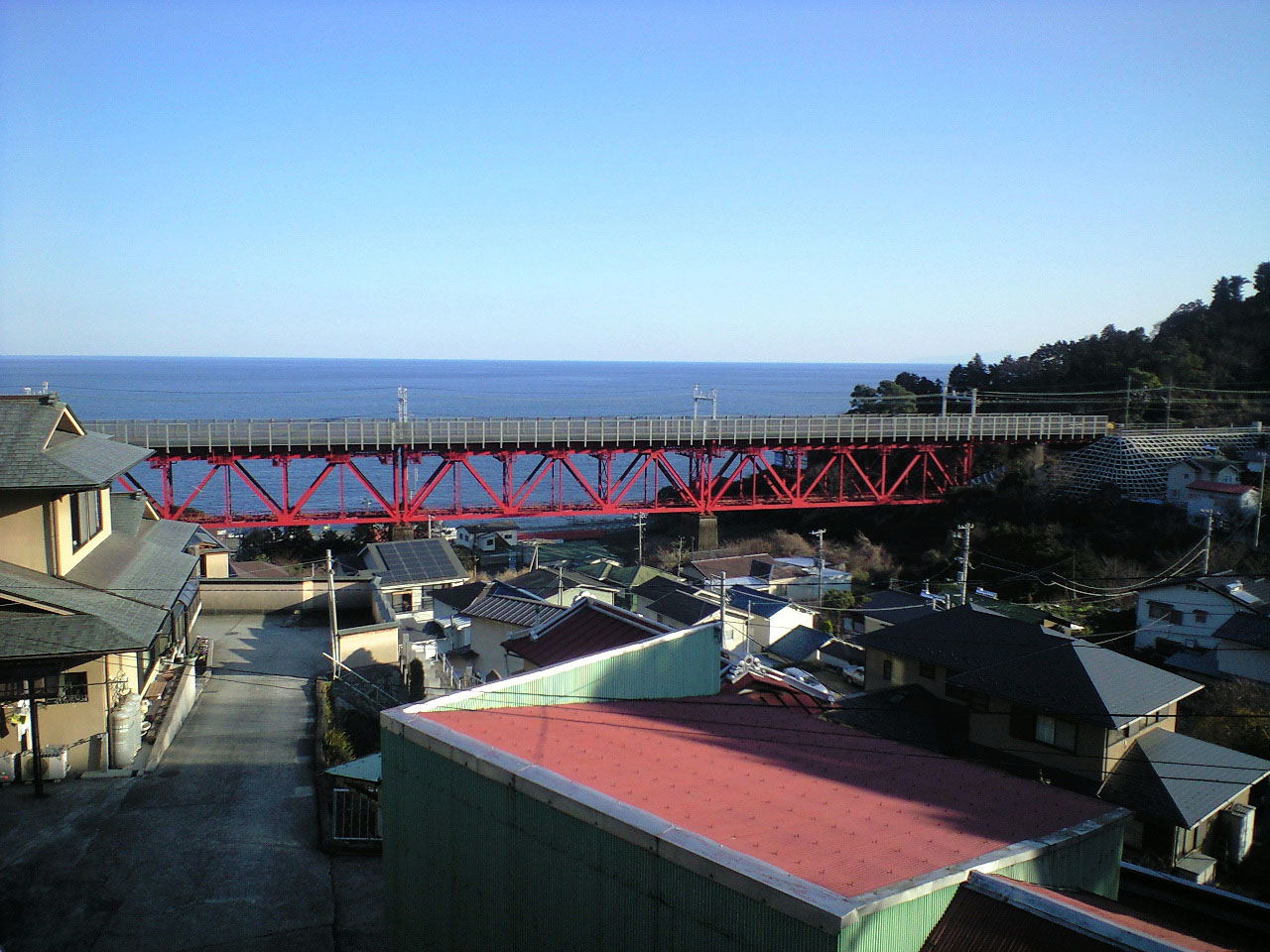
白糸川橋梁

根府川付近では箱根火山の溶岩である根府川石が産出されていた。現在では根府川ではなく北側にある米神の谷で採取されている。また、一帯はかつて日本でも有数のみかん栽培地であったが、その後の需要低迷や後継者不足により生産量は減りつつある。
小田原湯河原広域農道が農産物の生産・輸送のみならず、防災・周辺の渋滞緩和・観光農業への可能性と、地方創生としても潜在力の大きな道として建設が進められているが、1996年着工で工事開始から20年以上経過している。
- 根府川温泉
  - ヒルトン小田原リゾート&スパ
    - 旧スパウザ小田原。雇用・能力開発機構が保有していた施設。その後小田原市に売却され、ヒルトンが運営委託を受けている。
- 公益財団法人小田原文化財団
  - 江之浦測候所[17]
- 相翁松の碑
- 社会福祉法人宝安寺 社会事業部
  - ほうあん第一しおん
  - ほうあん第二しおん
- 白糸川
  - 4番線ホームからは眼下に海を臨むことができる。また、当駅熱海寄りの白糸川橋梁はかながわの橋100選に選出されている。関東大震災で倒壊し、翌年再建されたもの。かつては鉄道写真の撮影ポイントとして有名であったが、防風柵設置により撮影には不向きになった。
- 根府川関所跡（箱根関所の脇関所として重要視されていた）
- 江之浦漁港
- 江之浦海水浴場
- 籠清 江之浦店

公共施設
- 小田原市役所 片浦支所
- 小田原市役所 江之浦保育園
- 神奈川県農業技術センター足柄地区事務所根府川分室（元・園芸試験場根府川分場）

学校
- 小田原市立片浦小学校

郵便局・金融機関
- JAかながわ 片浦支店
- 根府川郵便局

公園
- 根府川みどりの広場

神社仏閣
- 寺山神社（「鹿島踊り」は神奈川県指定無形民俗文化財）
- 釈迦堂

道路
- 神奈川県道740号小田原湯河原線（旧国道135号）
- 小田原湯河原広域農道
- 国道135号（旧真鶴道路）

### バス路線
駅前広場に箱根登山バス「根府川駅」バス停留所が設置されている。平日のみ石名坂と小田原駅を結ぶ路線が発着する。

## 隣の駅
東日本旅客鉄道（JR東日本）
 東海道線
■普通
早川駅 (JT 17) - 根府川駅 (JT 18) - 真鶴駅 (JT 19)
2021年3月12日まで乗り入れていた快速「アクティー」は、当初通過していたが、 1998年3月14日改正で一部列車が停車、その後の 2004年10月16日改正で全列車が停車するようになった。
湘南新宿ラインの特別快速が小田原 - 熱海駅間で延長運転されることがあり、その列車は早川駅と当駅を通過する。